# Ripon (California)
Ripon è una città degli Stati Uniti d'America situata nella Contea di San Joaquin, nello Stato della California.